# Multibyte Character Set
Multibyte Character Set (MBCS) bezeichnet Zeichenkodierungen, bei denen abhängig vom zu speichernden Zeichen unterschiedlich viele Bytes verwendet werden. 
Die wichtigsten Vertreter von MBCS sind: UTF-8, UTF-16, UTF-7, Shift-JIS, Big5 und GB2312.